# 岡村長之助
岡村長之助（日语：／ Okamura Chōnosuke，1901年6月2日—1990年代）是一名日本業餘古生物學家。他在70多歲時聲稱發現了志留紀地質時期的微型動物化石，從恐龍到人類，據稱已滅絕的「迷你種」超過一千多種，每種長度不足0.25毫米。他聲稱：「自志留紀以來，人類的身體沒有任何變化……只是身材從3.5毫米長到了1,700毫米。」
1970年代，他多次參加日本古生物學大會，並申請發表自己的研究成果。據傳1978年，一位年邁的古生物學家走進岡村的演講現場後氣得高血壓發作，過早地離開人世。最後古生物學大會修改了規則，禁止業餘愛好者參加，岡村向海外院校請願，終於在1983年親自發表自己的研究成果。他的研究成果於1996年獲得了搞笑諾貝爾獎多樣性研究獎。